# Asa Hartford
Richard „Asa” Hartford (ur. 24 października 1950 w Clydebank) – były szkocki piłkarz występujący na pozycji pomocnika. Trener piłkarski.

## Kariera klubowa
Hartford zawodową karierę rozpoczynał w 1967 roku w angielskim West Bromwich Albion z Division One. W tych rozgrywkach zadebiutował w sezonie 1967/1968. W 1968 roku zdobył z zespołem Puchar Anglii. W 1973 roku spadł z nim do Division Two.
W 1974 roku przeszedł do Manchesteru City z Division One. Zadebiutował tam 17 sierpnia 1974 roku w wygranym 4:0 pojedynku z West Hamem. W 1976 roku zdobył z klubem Puchar Anglii, a w 1977 roku wywalczył z nim wicemistrzostwo Anglii.
W lipcu 1979 roku Hartford odszedł do Nottingham Forest, także grającego w Division One. Jednak jeszcze w sierpniu tego samego roku przeniósł się do innego zespołu Division One, Evertonu. W jego barwach zadebiutował 1 września 1979 roku w zremisowanym 1:1 spotkaniu z Aston Villą. W Evertonie spędził 2 lata.
W październiku 1981 roku wrócił do Manchesteru City (Division One). W 1983 roku spadł z nim do Division Two. W 1984 roku trafił do amerykańskiego Fort Lauderdale Sun. W tym samym roku wrócił jednak do Anglii, gdzie został graczem drużyny Norwich City z Division One. Pierwszy ligowy mecz zaliczył tam 13 października 1984 roku przeciwko Sunderlandowi (1:2). W Norwich występował przez rok.
Następnie Hartford był grającym trenerem zespołów Bolton Wanderers (Division Three), Stockport County (Division Four), Shrewsbury Town (Division Three) oraz Boston United. Występował także w Oldham Athletic (Division Two). W 1991 roku zakończył karierę piłkarską.

## Kariera reprezentacyjna
W reprezentacji Szkocji Hartford zadebiutował 26 kwietnia 1972 roku w wygranym 2:0 towarzyskim spotkaniu z Peru. W 1978 roku został powołany do kadry na mistrzostwa świata. Zagrał na nich w meczach z Peru (1:3), Iranem (1:1) i Holandią (3:2). Z tamtego turnieju Szkocja odpadła po fazie grupowej.
W 1982 roku Hartford ponownie znalazł się w zespole na mistrzostwa świata. Wystąpił na nich w pojedynku z Brazylią (1:4). Tamten turniej Szkocja zakończyła na fazie grupowej.
W latach 1972–1982 w drużynie narodowej Hartford rozegrał w sumie 50 spotkań i zdobył 5 bramek.